# Чуруж (река)
Чуруж — река в России, протекает по Беломорскому району Карелии.
Протекает через озеро Чуруж. Устье реки находится в 97 км по левому берегу реки Охта. Высота устья — 103,5 м над уровнем моря. Длина реки составляет 46 км, площадь водосборного бассейна 425 км².

## Притоки
(от устья к истоку)
- Собачий (левый, впадает у бывшего населённого пункта Чаруж)
- из озера Шавля (правый)
- В 20 км от устья (у бывшего населённого пункта Шавля), по правому берегу реки впадает река Воинга.
- из Ежозера (правый)

## Данные водного реестра
По данным государственного водного реестра России относится к Баренцево-Беломорскому бассейновому округу, водохозяйственный участок реки — Кемь от Кривопорожского гидроузла и до устья. Речной бассейн реки — бассейны рек Кольского полуострова и Карелии, впадает в Белое море.
Код объекта в государственном водном реестре — 02020001012102000004726.